# Thomas Basila
Thomas Hervé Basila, más conocido como Thomas Basila, (Orléans, 30 de abril de 1999) es un futbolista francés que juega de defensa en el F. K. Žalgiris de la A Lyga.

## Trayectoria
Basila comenzó su carrera en el F. C. Nantes "II" en 2016.
Como profesional, con el primer equipo del Nantes, debutó el 12 de abril de 2019, en la victoria del Nantes por 2-1 frente al Olympique Lyonnais, en un partido de la Ligue 1.
En junio de 2021 fichó por el K. V. Oostende, que inmediatamente lo cedió al A. S. Nancy-Lorraine.

## Selección nacional
Basila fue internacional sub-16, sub-17, sub-18, sub-19 y sub-20 con la selección de fútbol de Francia.
Con la sub-19 disputó el Campeonato Europeo de la UEFA Sub-19 2018.

## Clubes
| Club                          | País     | Año       |
| ----------------------------- | -------- | --------- |
| F. C. Nantes "II"             | Francia  | 2016-2019 |
| F. C. Nantes                  | Francia  | 2019-2021 |
| K. V. Oostende                | Bélgica  | 2021-2024 |
| A. S. Nancy-Lorraine (cedido) | Francia  | 2021-2023 |
| Al-Mesaimeer S. C.            | Catar    | 2024-2025 |
| F. K. Žalgiris                | Lituania | 2025-     |